# Peponium hirtellum
Peponium hirtellum är en gurkväxtart som beskrevs av Keraudr. Peponium hirtellum ingår i släktet Peponium och familjen gurkväxter. Utöver nominatformen finns också underarten P. h. longiracemosum.